# Frederick Marryat
Œuvres principales
- Les Enfants de la Forêt-Neuve (1847)
- Le Pirate (1836)
- M. le Midshipman Aisé (1836)

Frederick Marryat (né le 10 juillet 1792 à Westminster, à Londres, mort le 9 août 1848 à Langham, Norfolk), est un capitaine de navire et un romancier anglais. Contemporain et connaissance de l'écrivain Charles Dickens, il est considéré aujourd'hui comme l'un des pionniers du roman maritime. Il est particulièrement connu, de nos jours, pour son roman semi-autobiographique M. le Midshipman Aisé (Mr Midshipman Easy, 1836) et son roman pour enfants Les Enfants de la Forêt-Neuve (The Children of the New Forest, 1847).

## Jeunesse et carrière navale
Frederick Marryat est le fils de Joseph Marryat, un « marchand prince » et député du Parlement. Après avoir tenté de courir par les mers à plusieurs reprises, il est autorisé à entrer dans la Royal Navy en 1806 comme aspirant à bord du HMS Imperieuse, une frégate commandée par Lord Cochrane (qui inspirera plus tard Marryat et d'autres auteurs).
Le temps passé par Marryat à bord de l’Impérieuse comprend une action contre la Gironde, le sauvetage d'un aspirant tombé à la mer, la capture de nombreux navires sur la côte méditerranéenne d'Espagne et la prise du château de Mongat. Quand l’Imperieuse prend part aux opérations sur l'Escaut, en 1809, Marryat contracte la malaria et retourne en Angleterre sur le HMS Victorious (74 canons).
Après s'être rétabli, Marryat retourne en Méditerranée à bord du HMS Centaur (74 canons) et sauve à nouveau un marin tombé à la mer. Il navigue ensuite comme passager dans les Bermudes à bord du HMS Atlas et rejoint Halifax, en Nouvelle-Écosse sur la goélette Chubb, avant de rejoindre la frégate HMS Aeolus (32 canons) le 27 avril 1811.
Quelques mois plus tard, Marryat se distingue à nouveau en sauvant l'HMS Aeolus durant une tempête et en sauvant des hommes tombés à la mer. Peu après, il passe sur la frégate HMS Spartan, participant à la capture d'une centaine de navires américains (la guerre de 1812 ayant éclaté entre-temps), et il est promu au grade de lieutenant le 26 décembre 1812.
Lieutenant, Marryat sert sur le sloop Espiegle et sur le Newcastle, avant d'être élevé au grade de commandant le 13 juin 1815, juste avant le retour de la paix. Il reprend ensuite ses études scientifiques, invente un canot de sauvetage (ce qui lui vaut la médaille d'or de la Royal Humane Society et le surnom de « Lifeboat »), et se marie en 1819 avec Catherine Shairp, avec laquelle il aura quatre fils et sept filles.
En 1820, il prend le commandement du sloop Beaver et, temporairement, celui du Rosario pour envoyer en Angleterre la dépêche annonçant la mort de Napoléon Ier à Sainte-Hélène. Il profite également de l'occasion pour effectuer un croquis du corps de Napoléon sur son lit de mort, qui sera plus tard publié sous la forme d'une lithographie (les talents de dessinateur de Marryat sont modestes, mais ses croquis de la vie à bord des navires sur et sous le pont ont un charme considérable, par-delà leur état brut).
En 1823, il est nommé sur le HMS Larne (20 canons) et prend part à une expédition contre la Birmanie en 1824. Durant cette expédition, où la maladie cause de nombreuses pertes, il est promu pour commander l'HMS Tees (28 canons), et il obtient le grade de capitaine. il est de retour en Angleterre en 1826. En 1829, il commande la frégate HMS Ariadne dans une mission de recherche de bancs de sable autour de Madère et des Îles Canaries. C'est une opération fastidieuse, après laquelle il décide d'abandonner la carrière maritime pour se consacrer à plein temps à l'écriture en novembre 1830, peu avant la parution de son premier roman, L'Officier de Marine (The Naval Officer).

## Carrière littéraire

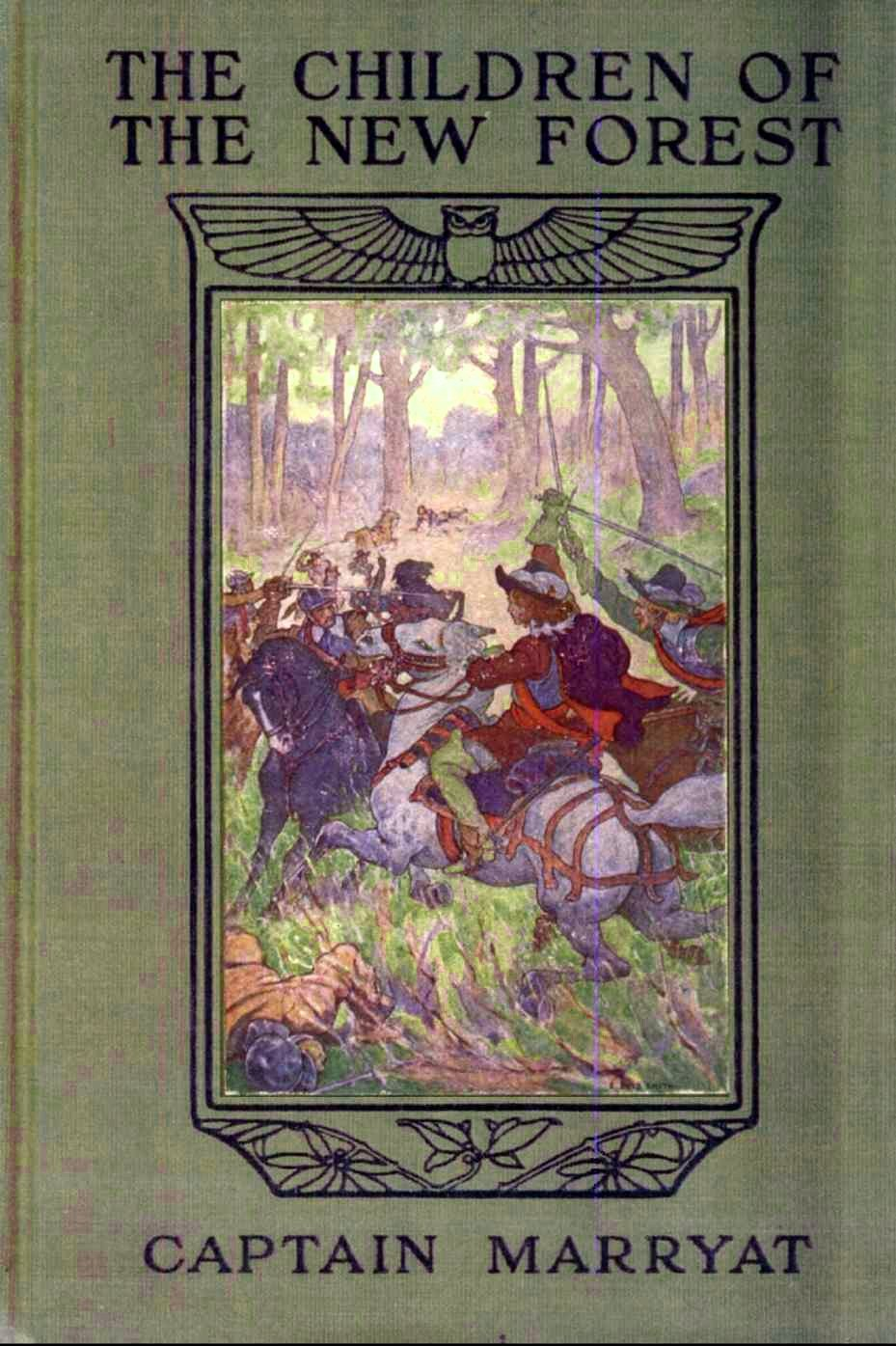
Couverture de Les Enfants de la Forêt-Neuve (édition américaine de 1911 illustrée par E. Boyd Smith ; New York: Henry Holt and Company)

De 1832 à 1835, Frederick Marryat édite The Metropolitan Magazine. Il continue à écrire des romans, notamment son plus grand succès, M. le Midshipman Aisé (Mr Midshipman Easy), paru en 1836. Il vit à Bruxelles pendant un an, voyage au Canada et aux États-Unis, avant de rejoindre en 1839 Londres, où il entre dans le cercle littéraire de Charles Dickens et d'autres. Il est en Amérique du Nord en 1837 quand éclate la rébellion des Patriotes du Bas-Canada et sert avec les forces britanniques qui la répriment.
Il devient membre de la Royal Society en reconnaissance de son invention et d'autres exploits. En 1843, il s'installe dans une petite ferme à Langham Manor, dans le comté du Norfolk, où il meurt en 1848. Sa fille Florence Marryat s'est plus tard fait connaître en tant que femme de lettres et actrice.
Les romans de Frederick Marryat sont caractéristiques de son époque : la question des rapports familiaux et du statut social éclipsent souvent l'action navale, mais ils présentent un intérêt par le rendu des 25 années d'expérience de l'auteur sur la vie en mer. Ces romans, qui suscitaient l'admiration de Joseph Conrad et d'Ernest Hemingway, sont parmi les premiers romans de la mer. Ils ont servi de modèle aux œuvres ultérieures de C. S. Forester et Patrick O'Brian qui ont également décrit l'époque de Nelson et raconté l'histoire de jeunes hommes s'élevant dans la carrière d'officiers de marine.
Ses derniers romans s'adressent généralement aux enfants, notamment le plus célèbre de ses romans parmi les lecteurs contemporains : Les Enfants de la Forêt-Neuve (The Children of the New Forest) qui paraît en 1847.
À noter, qu'il est l'un des premiers auteurs britanniques à inventer l'expression « mon petit doigt m'a dit » (= « A little bird has whispered a secret to me ») Peter Simple (1833).

## Œuvre
Note : la plupart des romans de Frederick Marryat ont paru en langue française dans des recueils publiés de 1837 à 1941.
- 1829 : L'Officier de Marine [4] (The Naval Officer, or Scenes in the Life and Adventures of Frank Mildmay) Première édition française en 1833, Librairie de Ménard, Paris, traduit par M. Albert Montémont.
- 1830 : King's Own, ou il est au Roi [5] (The King's Own) Première édition française en 1837, Paris : Charles Gosselin.
- 1832 : Newton Forster ou la Marine Marchande [6] (Newton Forster or, the Merchant Service) Première édition française en 1837, Paris : Ollivier, 2 vol., In-8°
- 1834 : Pierre Simple [7] (Peter Simple) Première édition française en 1834, Paris : C. Gosselin.
- 1834 : Jacob fidèle, ou les Marins d'eau douce [5] (Jacob Faithful) Première édition française en 1838, Paris : C. Gosselin.
- 1835 : Le Pacha à mille et une queues[5] (The Pacha of Many Tales) Première édition française en 1838, Paris : C. Gosselin. Dernière réédition : 1975, trad. A. J. B. Defauconpret, préf. Laude Haumont ; Verviers : Marabout ; Paris : diffusion Inter-forum, Collection : Bibliothèque Marabout no 45, 376 p.
- 1836 : M. le Midshipman Aisé[8] (Mr Midshipman Easy) Première édition française en 1838, Paris : C. Gosselin. en ligne sur Google livres
- 1836 : Japhet à la recherche d'un père (Japhet, in Search of a Father) Première édition française en 1837, Paris : C. Gosselin.
- 1836 : Le Pirate[9] (The Pirate) Première édition française en 1837, Paris : Ollivier.
- 1836 : Les Trois Cutters[9] (The Three Cutters) Première édition française en 1837, Paris : Ollivier.
- 1837 : Snarley Yow ou Le Chien diable[10] (Snarleyyow, or the Dog Fiend) Première édition française en 1838, Paris : C. Gosselin et W. Coquebert. Réédition (seul) en 1869 sous le titre Le Chien diable, Paris : G. Barba, collection « Romans populaires illustrés », traduction de La Bédollière, 64 p.[11].
- 1837 : Le Vieux Commodore[5] (The Old Commodore) Première édition française en 1838, Paris : C. Gosselin.
- 1838 : Rattlin le Marin[12] (Rattling the Reefer) Écrit avec Edward Howard. Première édition française en 1837, Paris : C. Gosselin.
- 1839 : The Phantom Ship (Le Vaisseau fantôme) [5] Première édition française en 1839, Paris : C. Gosselin. Dernière réédition : 1998, trad. Auguste-Jean-Baptiste Defauconpret, postface et dossier de Claude Compté, Paris : José Corti, collection : « Domaine merveilleux », 522 p.  (ISBN 2-7143-0655-1).
- 1839 : Diary in America
- 1840 : Olla Podrida
- 1840 : Le Pauvre Jack[5] (Poor Jack) Première édition française en 1838, Paris : C. Gosselin. Réédition en 1869, Paris : G. Barba, collection « Romans populaires illustrés », trad. Émile de La Bédollière, 64 p.[13].
- 1841 : Le Naufrage du Pacifique, ou Les Nouveaux Robinsons[14] (Masterman Ready, or the Wreck in the Pacific) Première édition française en 1861, Paris : Lécrivain et Toubon, 2 vol.  in-8°. Rééditions : 1952 sous le titre Le Naufrage du "Pacifique", Paris, Éditions G. P., collection « Bibliothèque rouge et or », trad. R. et A. Prophétie, illustrations de Henri Dimpre, In-16, 192 p.[15] ; 1955 sous le titre : Les Robinsons du "Pacifique", Paris, Tournai, Casterman, « collection Grand large », trad. Lucie Dermine, ill. François Craenhals, In-8°, 140 p.[16].
- 1841 : Joseph Rushbrook, or the Poacher
- 1842 : Percival Keene[5] (Percival Keene) Première édition française en 1838, Paris : C. Gosselin.
- 1843 : M. Violette, ou Aventures d'un jeune émigré français de 1830[17] (Monsieur Violet) Première édition française en 1845, Paris : Charles Gosselin, 2 vol., in-8.
- 1844 : Les Colons du Canada[18] (Settlers in Canada)  Première édition française en 1852, Paris : Marc Ducloux, 2 vol. in-18.
- 1845 : La Mission, ou Scènes africaines[19] (The Mission, or Scenes in Africa) Première édition française en 1853, Paris : C. Meyrueis, 2 vol., in-18.
- 1846 : The Privateersman, or One Hundred Years Ago
- 1847 : Les Enfants de la Forêt-Neuve[20] (The Children of the New Forest) Première édition française en 1854, Paris : C. Meyrueis, 2 vol. in-18. Réédition en 1958, Tournai, Paris, Casterman, collection « Grand large », traduction d'Agnès Derbaix-Misonne, illustrations de Fred Funcken, 141 p.)[21]
- 1848 : Le Petit sauvage[22] (The Little Savage) Publication posthume. Première édition française en 1859, Paris : Grassart, 2 vol. in-18.
- 1848 : Valerie Publication posthume.
- 1856 : Code universel de signaux à l'usage des navires du commerce de toutes les nations[23] (The Universal code of signals for the mercantile marine of all nations) Première édition française en 1857, Londres : Richardson frères, 6 parties en 1 vol. in-8°

### Traductions françaises
Note : la plupart des romans de Frederick Marryat ont paru en langue française dans des recueils publiés de 1837 à 1941 :
- Œuvres complètes du capitaine Marryat[12], In-8°, Paris : Charles Gosselin, 1837-1838 Comprend : Franck Mildmay, ou l'Officier de marine, 1837, 2 vol. ; Japhet à la recherche d'un père, 1837, 2 vol. ; Pierre Simple, 1837, 2 vol. ; Rattlin le marin par E. G. G. Howard, publié par Marryat, 1838, 2 vol.
- Œuvres complètes du capitaine Marryat[10], In-8°, Paris : C. Gosselin et W. Coquebert, 1838 Traduites par A.-J.-B. Defauconpret. Comprend : Ardent Troughton, ou le Commerçant naufragé par E. G. G. Howard, publié par le capitaine Marryat, 2 vol. ; Japhet à la recherche d'un père, 2 vol. ; King's own, ou Il est au Roi, 2 vol. ; M. le midshipman Aisé, 2 vol. ; Newton Forster, ou la Marine marchande, 2 vol. ; Le Pacha à mille et une queues, 2 vol. ; Pierre Simple, 2 vol. ; Le Pirate et les Trois cutters, suivis de Clair de lune, 2 vol. ; Rattlin le marin par E. G. G. Howard, publié par Marryat, 2 vol. ; Snarley Yow, ou le Chien diable, 2 vol. ; Le Vieux commodore par E. G. G. Howard, publié par le capitaine Marryat, 1838, 2 vol.
- Œuvres complètes du capitaine Marryat, Paris : G. Barba, 60 vol. in-12, 1838-1841 Comprend : I-IV. Pierre Simple, ou Aventures d'un officier de marine ; V-VIII. Jacob Fidèle, ou les Marins d'eau douce ; IX-XII. Japhet à la recherche d'un père ; XIII-XVI. M. le Midshipman Aisé ; XVII-XX. Rattlin le marin par E. G. G. Howard, publié par Marryat ; XXI-XXIV. King's own, ou Il est au Roi ; XXV-XXVIII. Le Pirate et les Trois cutters, suivi de Clair de lune ; XXIX-XXXII. Franck Mildmay, ou l'Officier de marine ; XXXIII-XXXVI. Newton Forster, ou la Marine marchande ; XXXVII-XL. Snarley Yow ; XLI-XLIV. Le Pacha à mille et une queues ; XLV-XLVIII. Le Vieux commodore par E. G. G. Howarn, publié par Marryat ; XLIX-LII. Ardent Troughton par E. G. G. Howard, publié par Marryat ; LIII-LVI. Le Vaisseau fantôme ; LVII-LX. Le Pauvre Jack, ou le Fils du matelot. Note : Les T. I-XVIII sont traduits par S.-A. Derazey, les T. XLIX-XLVI, par A.-J.-B. Defauconpret, les T. LVII-LX, par Émile de La Bédollière.

Traductions hors recueil
- Le Marin à terre[24] (titre original inconnu), Paris : C. Gosselin, 2 vol., in-8, 1841
- Le Retour du condamné, récit d'un vicaire de campagne[25] (titre original inconnu) - Paris : G. Barba, collection « Romans populaires illustrés », 1865
- Le Sommeil de Magloire[25] (titre original inconnu) - Paris : G. Barba, collection « Romans populaires illustrés », 1865
- Ibrahim (titre original inconnu)[26] - Paris : G. Barba, collection « Romans populaires illustrés », 1865
- Le Spectre de l'océan (suite du Vaisseau fantôme - titre original inconnu)[27] - Paris : G. Barba, collection « A.-L. Guyot », 2 vol. in-16, 1900
- L'Héritage de William Seymour (titre original inconnu)[28] - Paris : G. Barba, collection « Grandes aventures et voyages excentriques » no 323, In-16, 223 p., 1930
- Comment écrire un livre de voyage (titre original inconnu) - Paris : Les Éditions du Sonneur, collection : La petite collection, 45 p., 2013  (ISBN 978-2-916136-62-2)

### Biographie sur l'auteur
- Maurice-Paul Gautier, Captain Frederick Marryat : L'Homme et l’Œuvre  Montréal ; Paris ; Bruxelles : Didier, collection : Études anglaises no 41, 518 p., 1973

## Sources
- Oliver Warner, Captain Marryat: a Rediscovery, 1953
- Florence Marryat, Life and Letters, 1872
- David Hannay, Life of Marryat, 1889
- Bibliothèque nationale de France (catalogue général)